# The Best of Bette (альбом, 1978)
The Best of Bette — первый сборник лучших песен американской певицы Бетт Мидлер, выпущенный в 1978 году. Альбом был выпущен специально в странах Европы перед первым мировым турне артистки. Позднее сборник распространялся перед выходом фильма «Роза».

## Список композиций
| №  | Название                                                             | Длительность |
| -- | -------------------------------------------------------------------- | ------------ |
| 1. | «Friends» (Из альбома The Divine Miss M)                             | 2:49         |
| 2. | «In the Mood» (Из альбома Bette Midler)                              | 2:37         |
| 3. | «Superstar» (Из альбома The Divine Miss M)                           | 5:00         |
| 4. | «Say Goodbye to Hollywood» (Из альбома Broken Blossom)               | 3:02         |
| 5. | «Do You Wanna Dance?» (Из альбома The Divine Miss M)                 | 2:56         |
| 6. | «Buckets of Rain» (Из альбома Songs for the New Depression)          | 4:00         |
| 7. | «Boogie Woogie Bugle Boy» (Из альбома The Divine Miss M)             | 2:26         |
| 8. | «You’re Moving Out Today» (Студийная версия из альбома Live at Last) | 3:18         |

| №  | Название                                                                                    | Длительность |
| -- | ------------------------------------------------------------------------------------------- | ------------ |
| 1. | «Delta Dawn» (Из альбома The Divine Miss M)                                                 | 5:16         |
| 2. | «Uptown»/«Don’t Say Nothin’ Bad (About My Baby)»/«Da Doo Ron Ron» (Из альбома Bette Midler) | 3:22         |
| 3. | «Hello In There» (Из альбома The Divine Miss M)                                             | 4:15         |
| 4. | «(Your Love Keeps Lifting Me) Higher and Higher» (Из альбома Bette Midler)                  | 4:08         |
| 5. | «La Vie En Rose» (Из альбома Broken Blossom)                                                | 2:59         |
| 6. | «I Shall Be Released» (Из альбома Bette Midler)                                             | 4:55         |

## Позиции в хит-парадах
| Хит-парад (1978)              | Высшая позиция |
| ----------------------------- | -------------- |
| Австралия (Kent Music Report) | 18             |
| Швеция (Sverigetopplistan)    | 32             |